# Азербайджано-фиджийские отношения
Азербайджано-фиджийские отношения — двусторонние дипломатические отношения между Азербайджанской Республикой и Фиджи в политической, социально-экономической, культурной и др. сферах.

## Дипломатические отношения
18 марта 2010 года между правительством Азербайджана и правительством Фиджи было подписано совместное коммюнике об установлении дипломатических отношений между двумя странами.
Дипломатическое представительство Азербайджана в Фиджи находится в столичном городе Канберра.

## Официальные визиты
1. 22 сентября 2011 года в рамках 66-й сессии Генеральной Ассамблеи Организации Объединённых Наций состоялась встреча министра иностранных дел Азербайджана Эльмара Мамедъярова с министром иностранных дел Фиджи Иноке Кубуабола[3].
2. 21-23 февраля 2018 года помощник первого вице-президента Азербайджанской Республики, исполнительный директор Фонда Гейдара Алиева Анар Алекперов посетил Фиджи с рабочим визитом[3].
3. 23 октября 2018 года премьер-министр Фиджи Хосайя Ворек Байнимарама встретился с временным поверенным в делах Азербайджана в Австралии Эльяном Хабибзаде на благотворительном обеде, организованном по случаю Национального дня его страны в Сиднее. Основная цель мероприятия состояла в том, чтобы пожертвовать деньги на помощь детям, страдающим раком на Фиджи. По данным Генерального консульства Фиджи в Сиднее, в ходе мероприятия было собрано более 30 000 австралийских долларов. Средства были перечислены в благотворительный фонд "Walk On Walk Strong Kids Fiji", который оказывает поддержку детям, страдающим онкологическими заболеваниями[2].

## Экономическое сотрудничество
Торговый оборот (в тыс. долларов США)
| Годы | Товарооборот | Экспорт | Импорт |
| 2015 | 0.1          | 0       | 0.1    |
| 2016 | 203.2        | 0       | 203.2  |
| 2017 | 0.9          | 0       | 0.9    |
| 2018 | 19.6         | 0       | 19.6   |

Согласно статистическим данным торгового отделения ООН (COMTRADE), в 2015 году объём экспорта Азербайджана в Фиджи составил 305 долларов США.
Согласно статистическим данным торгового отделения ООН (COMTRADE), в 2018 году объём экспорта Азербайджана в Фиджи составил 7.54 долларов США.

## Гуманитарная помощь
В мае 2011 года правительство Азербайджана пожертвовало правительству Фиджи 25 000 долларов США на покрытие расходов для персонала фиджийского отделения ООН.